# 法國亞洲學會
法國亞洲學會是法國的一個學術團體，成立於1822年，其宗旨是推廣亞洲語言，發表東方學專家的研究與報告，以每月講座的形式聯合講法語的東方科研界人士。
該學會的成立由1829年4月15日國王敕令欽定。1910年轉為遵循1901年自由結社法律的學會，1965年更新了學會章程。鑒於其活動與歷史，該學會與法國國立東方語言學院（1924-1973年會址所在地）、法蘭西文學院與法蘭西公學院有著緊密的聯繫。其刊物為自1822年至今從未停刊的《亞洲學報》。位於巴黎五區的該學會圖書館（52, rue du Cardinal-Lemoine - Paris Ve）具有東方研究領域一流的典藏：印刷品、東方寫本、科學檔案。該學會在法國及全世界有五百多名會員。
https://web.archive.org/web/20131030132228/http://cths.fr/an/societe.php?id=1136